# Homeoura chelifera
Homeoura chelifera – gatunek ważki z rodziny łątkowatych (Coenagrionidae). Występuje w Ameryce Południowej – od Kolumbii, Wenezueli i Gujany na południe po Argentynę.